# Karangketug
Karangketug is een bestuurslaag in het regentschap Pasuruan van de provincie Oost-Java, Indonesië. Karangketug telt 6292 inwoners (volkstelling 2010).